# 谷田川 (茨城県)
谷田川（やたがわ、やだがわ）は、茨城県の南部を流れ牛久沼の北側に流入し、南側から流出して小貝川に合流する利根川水系の一級河川である。

## 地理

### 源流から牛久沼流入
つくば市長高野の田園地帯を源に発し、つくば市西部を南に流れ、途中、支流の蓮沼川も合わさり、龍ケ崎市で、牛久沼の北側に流入する。牛久沼では、西谷田川や、稲荷川なども流入する。

### 牛久沼流出から小貝川合流
牛久沼の南側から流出し、常磐線龍ケ崎市駅付近を南に流れ、龍ケ崎市川原代町付近で小貝川に合流する。

## 支流

### 牛久沼流入前
- 蓮沼川

### 牛久沼
- 西谷田川
- 稲荷川
- 根古屋川
- 遠山川
- 江川（流出）

出典：

## 橋梁

### 牛久沼流入まで
- 長高野橋（茨城県道53号つくば千代田線）
- 岩崎橋
- 横改三号橋
- 新旭橋
- 横改一号橋
- 紺橋（茨城県道200号藤沢豊里線）
- 高丸橋（茨城県道24号土浦境線）
- 百家橋（）
- 名称不明
- あやめばし
- 神橋
- 鬼ヶ窪橋
- 高田橋
- 新豊年橋（茨城県道123号土浦坂東線）
- 面野井橋
- 首都圏新都市鉄道つくばエクスプレス
- 豊年橋（茨城県道123号土浦坂東線）
- 天神橋
- 水堀橋
- 江戸橋
- 首都圏中央連絡自動車道
- 小白硲橋（）
- 福田橋
- 谷田川大橋
- 谷田川橋（国道354号）
- 陣屋橋
- 搦手橋（）
- 彦橋
- 電鉄橋（常南電気鉄道の未成線跡地を利用した電鉄通りに架かる橋である）
- 谷田川橋（常磐自動車道）
- 羽成橋
- 谷田部高架橋（茨城県道19号取手つくば線）
- 成見橋
- 興南橋
- 丸山橋
- 房内橋
- 茎崎橋（千葉県道・茨城県道46号野田牛久線）
- 茎崎橋側道橋

### 牛久沼流出から小貝川合流まで
- 牛久沼大橋（国道6号）
- 八間堰橋
- 谷田川橋（国道6号）
- 堤橋
- 朝日橋
- 幸谷橋（茨城県道208号長沖藤代線）
- 常磐線
- 往還橋
- 名称不明